# Mohan Dharia

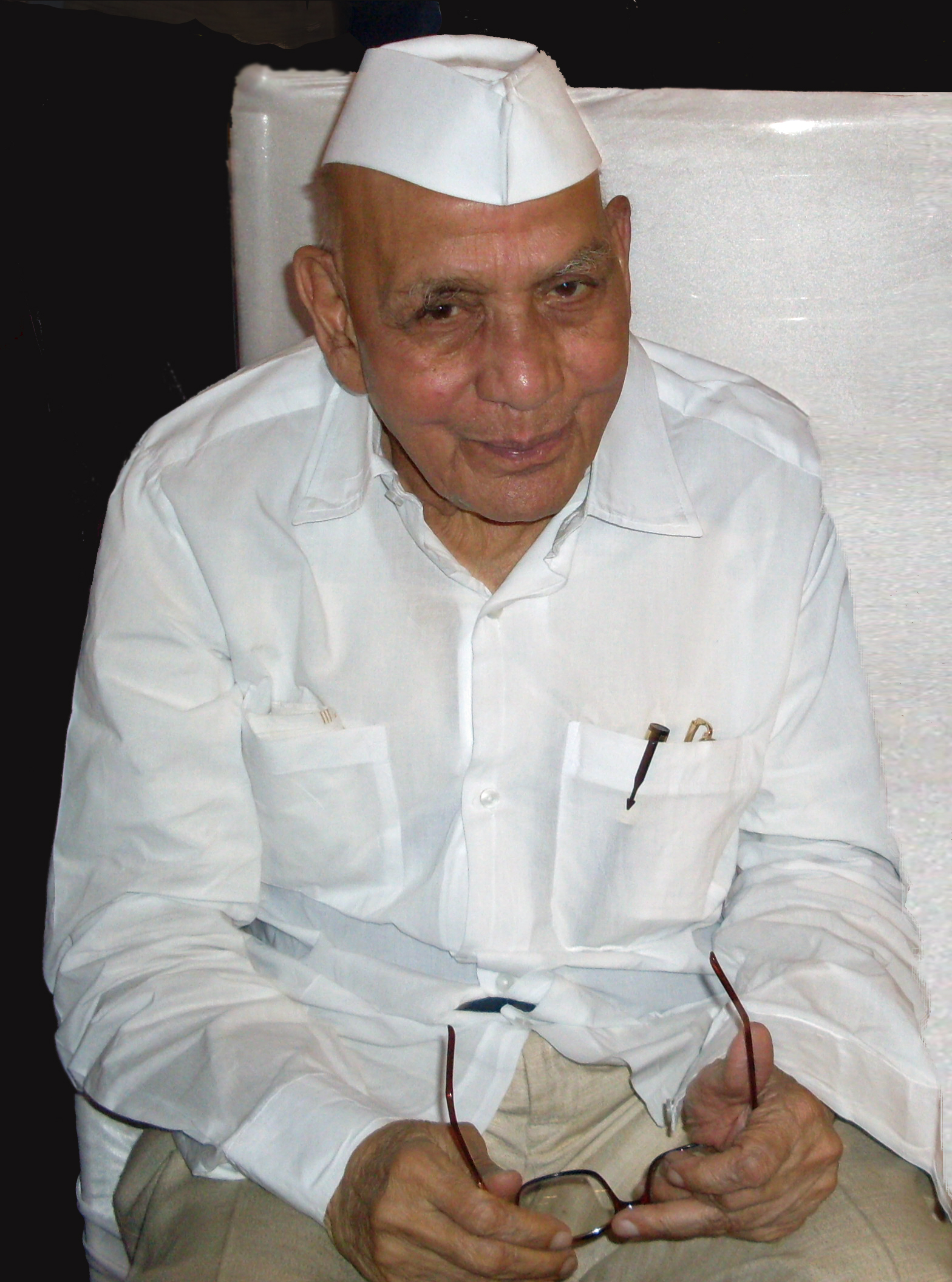
Mohan Dharia

Mohan Manikchand Dharia (* 14. Februar 1925 in Nate, Distrikt Kolaba, Britisch-Indien; † 14. Oktober 2013) war ein indischer Politiker des Indischen Nationalkongresses (INC) sowie der Janata Party (JNP), der unter anderem zwischen 1964 und 1971 Mitglied der Rajya Sabha sowie von 1971 und 1980 Mitglied der Lok Sabha war. Er befand sich während des Ausnahmezustandes zwischen 1975 und 1977 zeitweise in Haft und war im Kabinett Desai von 1977 bis 1979 Minister für Handel, zivile Versorgung und Zusammenarbeit. 2005 wurde er mit dem Padma Vibhushan ausgezeichnet, nach dem Bharat Ratna der zweithöchste indische zivile Verdienstorden.

## Leben

### Rechtsanwalt und Mitglied der Rajya Sabha
Mohan Manikchand Dharia, Sohn von Manikchand Dharia, nahm nach dem Besuch der Konkan Education Society und des Fergusson College an Aufständen gegen die britische Kolonialmacht teil und organisierte 1942 einen Jugendmarsch, der versuchte, Mahad Tehsil zu erobern. Er blieb in der Untergrundbewegung aktiv, wurde später verhaftet und inhaftiert. Er absolvierte daraufhin ein grundständiges Studium am Sir Parashurambhau College in Pune, welches er mit einem Bachelor of Arts (B.A.) beendete. Ein Studium der Rechtswissenschaften  an dem heute zur Savitribai Phule Pune University gehörenden Indian Law Society’s Law College schloss er mit einem Bachelor of Laws (LL.B.) ab. Er nahm an der Befreiung von Janjira teil und war für einige Tage Außenminister der Provisorischen Regierung des ehemaligen Fürstenstaates, ehe dieser nach der Unabhängigkeit Indiens vom Vereinigten Königreich am 15. August 1947 zunächst Mitglied des Staatenbundes Saurashtra wurde und am 15. Februar 1948 den Anschluss an Indien vollzog. In der Folgezeit war er als Rechtsanwalt tätig und engagierte sich zwischen 1948 und 1960 in der Volkssozialistischen Partei PSP (Praja Socialist Party). Aufgrund seines politischen und gewerkschaftlichen Engagements wurde er sechs Mal inhaftiert. Er fungierte zwischen 1952 und 1953 als Sekretär der Anwaltsvereinigung von Pune (Poona Bar Association). Er engagierte sich zwischen 1957 und 1960 als Mitglied des Stadtrates von Pune sowie von 1957 und 1958 als Vorsitzender von dessen Transportunternehmen.
Nachdem Dharia aus der Praja Socialist Party ausgeschieden war, wurde er 1960 Mitglied des Indischen Nationalkongresses (INC) und fungierte zwischen 1962 und 1967 als Generalsekretär des Parteikomitees des INC im Bundesstaat Maharashtra. Als solcher organisierte er die Wahlkämpfe seiner Partei für die Wahlen zur Legislativversammlung von Maharashtra 1962 sowie 1967 und war von 1962 bis 1975 auch Mitglied des All India Congress Committee, des Parteivorstands des INC. Am 3. April 1964 wurde er für den INC erstmals Mitglied der Rajya Sabha, des Oberhauses des Parlaments (Bhāratīya Sansad), und gehörte dieser nach seiner Wiederwahl am 3. April 1970 als Vertreter Maharashtras bis zum 10. März 1971 an.

### Mitglied der Lok Sabha, Ausnahmezustand und Minister im Kabinett Desai
Bei der Wahl vom 1. bis 10. März 1971 wurde Mohan Dharia für den INC zum ersten Mal zum Mitglied der Lok Sabha gewählt, des Unterhauses des Parlaments. Nach der Wahl fungierte er im zweiten Kabinett Indira Gandhi zwischen Mai 1971 und Oktober 1974 als Staatsminister für Planung sowie im Anschluss von Oktober 1974 und März 1975 als Staatsminister für öffentliche Arbeiten und Wohnungsbau. Er trat im März 1975 aus dem Unionsministerrat zurück, während er auf einen nationalen Dialog mit Jayaprakash Narayan und anderen politischen Führern bestand. Er gehörte neben Chandra Shekhar, Ram Dhan und Krishan Kant zu den wenigen Politikern des INC, die gegen die Verhängung des Ausnahmezustandes am 25. Juni 1975 durch Premierministerin Indira Gandhi. Er wurde wie diese und Politiker wie Raj Narain, Morarji Desai, Charan Singh, Ashoka Mehta, Jivatram Kripalani, George Fernandes, Atal Bihari Vajpayee, Lal Krishna Advani und viele Funktionäre der Kommunistischen Parteien aufgrund des Gesetzes über die Aufrechterhaltung der inneren Sicherheit (Maintenance of Internal Security Act) ebenfalls in Haft genommen und aus der Kongresspartei ausgeschlossen.
Bei der Wahl vom 16. bis 20. März 1977 wurde Dharia als Kandidat der Janata Party (JNP) in dem in Maharashtra gelegenen Wahlkreis Pune wieder zum Mitglied der Lok Sabha gewählt und gehörte dieser in der sechsten Legislaturperiode bis Januar 1980 an. Nach der Wahl wurde er am 26. März 1977 als Minister für Handel, zivile Versorgung und Zusammenarbeit in das Kabinett Desai berufen und bekleidete dieses Ministeramt bis zum 28. Juli 1979. Nach seinem Ausscheiden aus der Lok Sabha im Januar 1980 zog er sich weitgehend aus dem politischen Leben zurück. Neben seiner Tätigkeit als Rechtsanwalt war er zuletzt zwischen dem 11. Dezember 1990 und dem 24. Juni 1991 stellvertretender Vorsitzender der Planungskommission. 2005 wurde er für seine langjährigen Verdienste mit dem Padma Vibhushan ausgezeichnet, nach dem Bharat Ratna der zweithöchste indische zivile Verdienstorden.
Aus seiner am 31. Dezember 1947 geschlossenen Ehe mit Shashikala gingen zwei Söhne und eine Tochter hervor.